# 베다위 아랍어
베다위 아랍어(Northwest Arabian Arabic)는 주로 이집트 동부와 요르단, 이스라엘, 요르단강 서안 지구, 가자 지구와 시리아에서 살고 있는 베두인족에 의해 사용되는 아랍어의 방언이다. 방언은 동부 이집트 베다위 아랍어, 남부 레반트 베다위 아랍어, 그리고 북부 레반트 베다위 아랍어를 포함하고 있다.

## 같이 보기
- 아랍어의 언어변이형

## 참고 자료
- Gordon, Raymond G.. Jr., ed. (2005), "Bedawi Arabic", Ethnologue: Languages of the World (15th ed.), Dallas: Summer Institute of Linguistics, http://www.ethnologue.com/show_language.asp?code=avl

## 추가 참고 도서 목록
- Haim Blanc. 1970. "The Arabic Dialect of the Negev Bedouins," Proceedings of The Israel Academy of Sciences and Humanities 4/7:112-150.
- Judith Rosenhouse. 1984. The Bedouin Arabic Dialects: General Problems and Close Analysis of North Israel Bedouin Dialects. Wiesbaden: Harrassowitz.